# 4785 Petrov
4785 Petrov (1984 YH1) là một tiểu hành tinh vành đai chính được phát hiện ngày 17 tháng 12 năm 1984 bởi L. G. Karachkina ở Nauchnyj. Nó được đặt tên theo nhà soạn nhạc người Nga là Andrei Petrov.